# Стани-Малі
Стани-Малі (пол. Stany Małe) — село в Польщі, у гміні Сухожебри Седлецького повіту Мазовецького воєводства.
Населення — 85 осіб (2011).
У 1975-1998 роках село належало до Седлецького воєводства.

## Демографія
Демографічна структура станом на 31 березня 2011 року:
|          | Загалом | Допрацездатний вік | Працездатний вік | Постпрацездатний вік |
| -------- | ------- | ------------------ | ---------------- | -------------------- |
| Чоловіки | 43      | 10                 | 28               | 5                    |
| Жінки    | 42      | 12                 | 21               | 9                    |
| Разом    | 85      | 22                 | 49               | 14                   |